# Baron Kilkeel
Baron Kilkeel er en titel i Det Forenede Kongerige. Den blev oprettet den 19. maj 2018 af dronning Elizabeth 2. som en supplerende titel for hendes barnebarn Prins Harry, hertug of Sussex, i anledning af hans bryllup med Meghan Markle.
Den er opkaldt efter Kilkeel i County Down med en befolkning på 6.887 i District of Newry, Morne and Down i Nordirland. Samme dag blev han også Hertug af Sussex og Jarl af Dumbarton. Traditionelt gives mandlige medlemmer af den britiske kongelige familie mindst én titel på deres bryllupsdag af monarken. Baronens fulde titel og betegnelse er "Baron Kilkeel of Kilkeel in the County of Down".

## Arvefølge
- Prins Harry, Baron Kilkeel (f. 1984) 
  - (1) Archie Mountbatten-Windsor (f. 2019)